# Kokkini Chani
Kokkini Chani är en ort i Grekland.   Den ligger i prefekturen Nomós Irakleíou och regionen Kreta, i den sydöstra delen av landet, 300 km söder om huvudstaden Aten. Kokkini Chani ligger 12 meter över havet och antalet invånare är 1 385.
Terrängen runt Kokkini Chani är lite kuperad. Havet är nära Kokkini Chani norrut. Runt Kokkini Chani är det ganska tätbefolkat, med 56 invånare per kvadratkilometer. Närmaste större samhälle är Heraklion, 10,4 km väster om Kokkini Chani. 